# انقلاب قدرت مردم
انقلاب قدرت مردم که همچنین به عنوان انقلاب ادسا (EDSA) یا انقلاب فوریه شناخته می‌شود، مجموعه‌ای از تظاهرات مردمی در فیلیپین، عمدتاً در کلانشهر مانیل، از ۲۲ تا ۲۵ فوریه ۱۹۸۶ بود. یک کمپین پایدار مقاومت مدنی علیه خشونت رژیم و تقلب در انتخابات وجود داشت. این انقلاب غیرمخملی منجر به فرار فردیناند مارکوس، پایان دیکتاتوری ۲۰ ساله او و احیای دموکراسی در فیلیپین شد.
همچنین از این انقلاب به دلیل وجود نوارهای زرد در طول تظاهرات (با اشاره به آهنگ «روبان زرد را دور درخت بلوط ببندید» تونی اورلاندو و دان) به عنوان نمادی از اعتراض به ترور سناتور فیلیپینی به نام بنینو آکینو در اوت ۱۹۸۳ پس از بازگشت به فیلیپین از تبعید، به عنوان انقلاب زرد یاد می‌شود. این به‌طور گسترده‌ای به عنوان پیروزی مردم در برابر دو دهه حکومت مارکوس تلقی و به عنوان «انقلابی که جهان را شگفت‌زده کرد» به تیتر اخبار تبدیل شد.
بیشتر تظاهرات‌ها در بخش طولانی خیابان اپی‌فانیو د لوس سانتوس، که بیشتر با نام اختصاری آن EDSA شناخته می‌شود، در کلانشهر مانیل از ۲۲ تا ۲۵ فوریه ۱۹۸۶ برگزار شد. بیش از دو میلیون غیرنظامی فیلیپینی و همچنین چندین گروه سیاسی و نظامی و گروه‌های مذهبی به رهبری کاردینال جیم سین، اسقف اعظم مانیل، همراه با دیگر اسقف‌ها درگیر این تظاهرات بودند. اعتراضات که با مقاومت و مخالفت سال‌ها حکومت مارکوس و یارانش تقویت شد، با فرار حاکم و خانواده‌اش از کاخ مالاکانانگ به هاوایی با کمک آمریکا به اوج خود رسید. بیوه بنینو آکینو، کرازون آکینو، بلافاصله در نتیجه انقلاب به عنوان یازدهمین رئیس‌جمهور فیلیپین منصوب شد.